# Памятник Дубровину
Памятник Павлу Фёдоровичу Дубровину (1839—1890), городскому голове Динабурга (Даугавпилса) в 1876—1890 годах, был установлен в городе Даугавпилсе (Латвия) в 2007 году.
Подготовительные работы начались в августе 2007 года. Открыт 16 сентября 2007 года в Дубровинском парке около фонтана в рамках празднования 125-летия парка, основанного в 1882 году П. Дубровиным. Автор памятника — скульптор Александр Тартынов. Памятник, выполненный из бронзы, является первым памятником, установленным в Даугавпилсе после восстановления независимости Латвии, дар Правительства Москвы. 
После открытия памятник три раза подвергался вандализму: злоумышленники снимали цепь между рукой фигуры и собакой. Городская дума рассматривала возможность установки видеонаблюдения у памятника. В 2008 году проведена масштабная реконструкция парка, в том числе и фонтана, которая закончилась 9 мая 2009 года.